# Casafabre
Casafabre (['kazə'faβɾə], en francès Casefabre) és un poble i la comuna que s'organitza entorn seu, de 41 habitants, a la comarca del Rosselló (Catalunya Nord).

## Etimologia
Joan Coromines diu en el seu Onomasticon Cataloniae... que el nom del poble prové del llatí casa fabri (cabana de forjador).

## Geografia

Situació de la comuna de Casafabre en el Rosselló

### Localització i característiques generals del terme
El terme comunal de Casafabre, de 699 hectàrees d'extensió, és al nord de la subcomarca dels Aspres, en una zona de relleu muntanyós, cobert de boscs i de garrigues. De fet, el terme és un sol massís muntanyós, el de la Serra, esbiaixada de sud-est a nord-oest, i els dos vessants, el de ponent, que forma el costat llevantí de la vall del Bulès, i el de llevant, que és el costat ponentí de la del Gimenell.
El límit occidental de la comuna, sempre amb el terme de Bula d'Amunt és, íntegrament, el curs del Bulès, molt sinuós. El de llevant, també íntegrament, és el curs del Gimenell, que separa Casafabre de Queixàs. Al nord, meitat termenal amb Bulaternera, meitat amb Sant Miquel de Llotes (el Coll de la Llosa és el punt central), és el Còrrec de la Salvetat, a ponent, mentre que a llevant és una línia quasi recta que no segueix cap accident natural. Al sud, en forma de V, és arbitrari en el coster de la dreta del Bulès, fins al punt més meridional, on puja fins al cim de la carena on es troba el poble i torna a baixar per un còrrec no gaire pronunciat fins al Gimenell. El punt més alt del terme, 664 m alt, és un turó situat just al nord-est del poble de Casafabre, que és a 548, i el punt més baix és la llera del Bulès, al nord-oest del terme, a 231,7 m alt.
Termes municipals limítrofs:
| Bulaternera  |  | Sant Miquel de Llotes |
| Bula d'Amunt |  |                       |
|              |  | Queixàs               |

### El poble de Casafabre, o Veïnat de l'Església

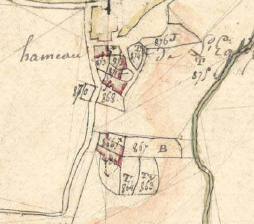
Casafabre en el Cadastre napoleònic del 1812 (Arxius Departamentals dels Pirineus Orientals, ADPO)

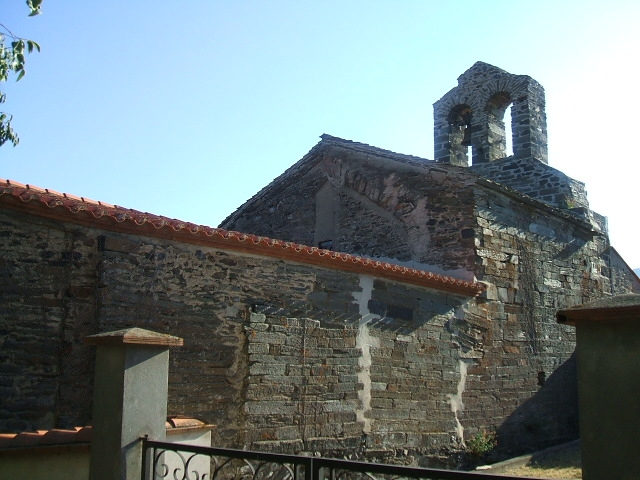
L'església parroquial de Sant Martí

Casafabre ha estat sempre un poble d'hàbitat dispers, i encara ho és. Agrupades al voltant de l'església parroquial de Sant Martí de Casafabre hi ha actualment menys de deu cases, que no arriben ni tan sols a definir un carrer o una plaça (la mateixa carretera que travessa el poble, la D - 72, hi rep el nom de Carrer Major), amb unes poques més en un entorn més ample.
Està situat gairebé en el centre geogràfic de la comuna, al capdamunt del vessant de ponent de la Serra que, de nord-oest a sud-est, travessa la part central del terme i en constitueix l'eix vertebral.
A banda de l'església parroquial, de la Casa del Comú (l'antiga escola) i dels seus dos cementiris, el nou i el vell, un a cada costat de l'església, les cases històriques del Veïnat de l'Església són el Mas dels Castelló i el Mas d'en Verdaguer. A prop de l'extrem sud-oest d'aquest veïnat és on es van localitzar importants restes arqueològiques.

### Veïnat del Batlle

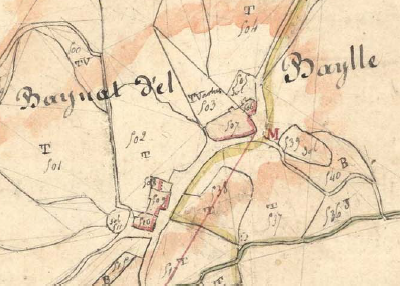
El Veïnat del Batlle en el Cadastre napoleònic del 1812 (ADPO)

Situat a llevant del Veïnat de l'Església, en el vessant oriental de la Serra, es troba el Veïnat del Batlle, amb les cases de Can Batlle i Ca la Maria Petita (nom ja en desús), entre d'altres. És a la dreta del Còrrec de les Figueres, un dels afluents del Gimenell, en un repla al capdamunt del coster que deriva cap a aquest riu.

### Ministrol

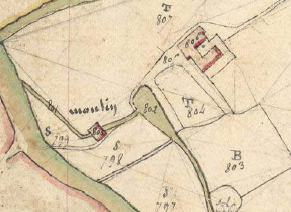
Ministrol, de Casafabre, en el Cadastre napoleònic del 1812 (A DPO)

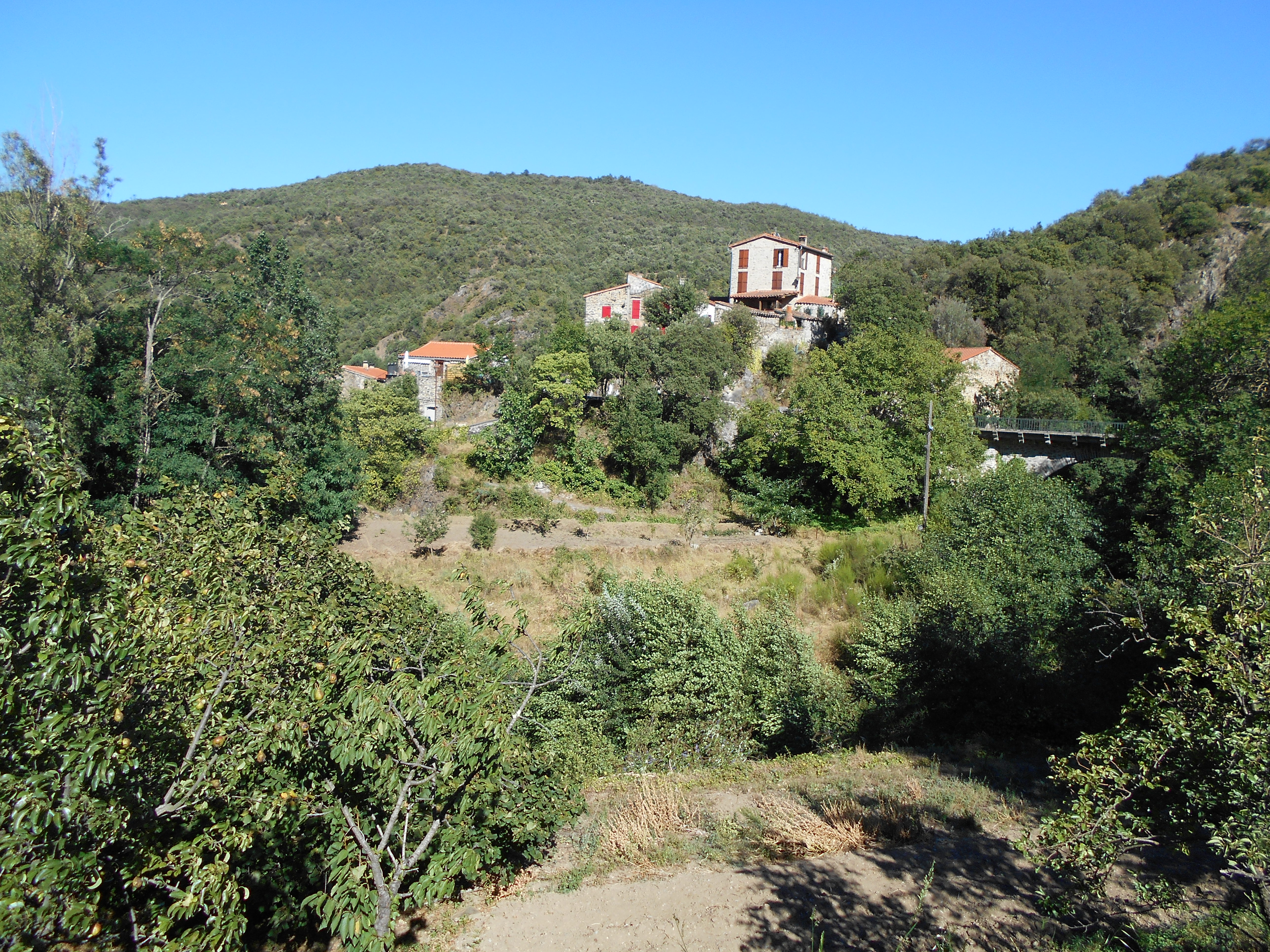
L'antic lloc de Ministrol

A l'extrem de ponent del terme, sota i al sud-oest del Veïnat de l'Església, hi ha el mas i molí del Ministrol. Hi havia hagut l'església de Sant Andreu de Ministrol, ara desapareguda. Aquesta església formava part d'una cel·la monàstica benedictina depenent de Sant Genís de Fontanes, més tard de Sant Martí de Canigó, cosa que dona pas al nom de Ministrol. La forma Ministrol és una variant de Monistrol (monestir petit), per assimilació vocàlica en el fenomen fonètic que es coneix com a harmonia vocàlica, en aquest cas en les dues síl·labes pretòniques.

### Els masos del terme
Es conserven alguns masos del terme de Casafabre, a més d'alguns que ja són en ruïnes. Així, es poden citar Can Feliu, o el Serrat, Can Jepe Lluís, Can Traussa, o Mas d'en Traussa, la Casanova, o Mas de la Casanova, el Casot de la Casanova, el Casot de la Mata, el Casot del Maset, el Casot del Ninot, el Cortal del Bardisser, el Cortal de Prats de Poters, la Fàbrica (de Casafabre, però en terme de Bula d'Amunt), el Mas de la Boquera, o d'en Boquer, el Masot, abans el Maset i el Ministrol, o la Ribera. En ruïnes són el Bon Mosso, Can Pere del Mas, i el Molí del Ministrol és desaparegut. Damunt del Bulès, al nord-oest del terme, hi ha el Pont dels Dos Arcs. Com a construccions aïllades cal esmentar dos oratoris: el de Santa Margarida, al cim de la Serra, en el coll homònim, i el de Sant Roc, en el Pla de Sant Roc, a la mateixa carena, però més al sud-est.

### Els cursos d'aigua
El terme de Casafabre consta bàsicament d'una carena central, els dos vessants de la qual aflueixen en els rius que delimiten el terme comunal: el Bulès a ponent i el Gimenell a llevant. Per tant, tots els còrrecs que flueixen en el Bulès pel seu costat dret provenen d'aquesta esquena d'ase central: el Còrrec dels Camps (dos de diferents), els de la Mata (també dos), el de la Font d'en Rampa, el dels Camps, el del Ministrol, que duu amb ell el còrrec de Can Jepe Lluís, el de la Tronassa (dos còrrecs paral·lels amb el mateix nom), el de Can Feliu, el de la Casanova, el de Can Pere del Mas, el de Biarnes i, ja a l'extrem nord-oest, el de la Salvetat, amb l'afluencia del Còrrec del Bon Mosso.
Pel que fa al Gimenell, són de Casafabre tots els còrrecs afluents per l'esquerra: el Còrrec Foix, el del Solà de la Ruda, el d'en Traussa, el de la Boquera, el del Bardisser, el del Batlle, el Còrrec, així, sense complement, el de les Figueres, el dels Graus i el de la Salvadora. Al nord del terme, els còrrecs de Prat de Poters i de la Font del Didot aflueixen també en el Gimenell, però el seu curs baix és dins del terme veí de Sant Miquel de Llotes.
Dos únics recs, d'irrigació, es troben a Casafabre: el Rec del Masot i el del Rec del Molí de Ministrol.
Unes quantes fonts són les que es troben en terme de Casafabre: la Font (al poble), la Font de Can Feliu, la de la Casanova, la de la Mata, la de la Tronassa (font captada), la del Còrrec de Can Batlle, la del Còrrec dels Camps (també captada), la del Veïnat de Can Batlle, la d'en Rampa, la Fonteta, i dues d'anomenades Font Rovellosa, una al Camí de la Casanova i l'altra al Bon Mosso. Finalment, cal esmentar les Fonts de Can Traussa. A part, hi ha la Bassa, la Cisterna del Ministrol i el Botàs, desaparegut, a més de la reserva DFCI del Gimenell.

### El relleu
Alguns dels topònims reflecteixen formes de relleu, com colls: el Coll de la Llosa, el Coll de Santa Margarida, el Coll de Vellut; plans: el Pla de Sant Roc; serres i serrats: la Serra, o el Serrat, el Serrat de la Vinya Vella, el Serrat de Poters, i solanes: el Solà de la Ruda i el Solà d'en Joan.

### El terme comunal
Les partides i llocs específics del terme de Casafabre són els següents: el Bardisser, el Bon Mosso, el Bosc del Molí, el Camp del Molí, el Camp Gran, Can Feliu, Can Jepe Lluís, Can Pere del Mas, la Casanova, el Clotet, les Corts, l'Església, la Femada, els Graus, el Mas de la Boquera, Can Traussa, o el Mas d'en Traussa, el Masot, abans el Maset, la Mata, el Ministrol, abans Molí del Ministrol, els Noguers, el Pont dels Dos Arcs, el Prat de Poters, Roc del Grau, Sant Roc, el Sastrot, els Tres Roures, la Tronassa i la Vinya de l'Obra. Els Cals, o els Calls i Darrere la Serra, són ja noms antics, ja en desús. Creus, el Piló i el Roc del Grau són noms dr senyals termenals.

#### El Cadastre napoleònic
En el Cadastre napoleònic del 1812, Casafabre apareix descrit en una única secció, que conté les partides del Bon Mosso, amb el Mas del Bon Mosso, el Maset, amb el mas d'aquest nom, el Pere del Mas, amb el mas així anomenat, Can Feliu, també amb el mas d'aquest nom, la Casa Nova, igualment amb aquest mas, el Bosc del Molí, el Serrat de Poters, la Tronassa, amb el petit poble de Casafabre en el seu extrem meridional, els Graus, el Solà d'en Joan, el Veïnat del Batlle, amb les cases d'aquest veïnat, el Bardisser, l'Església, amb el veïnat principal de Casafabre, el Molí de Minestrol, amb aquest molí i les restes de l'antic veïnat homònim, el Mas de la Mata, també així anomenat, Can Jep Lluís, amb aquest mas, el Mas d'en Traussa, igualment amb aquest mas, i el Mas de la Boquera, amb el mas d'aquest nom.

## Transports i comunicacions

### Carreteres

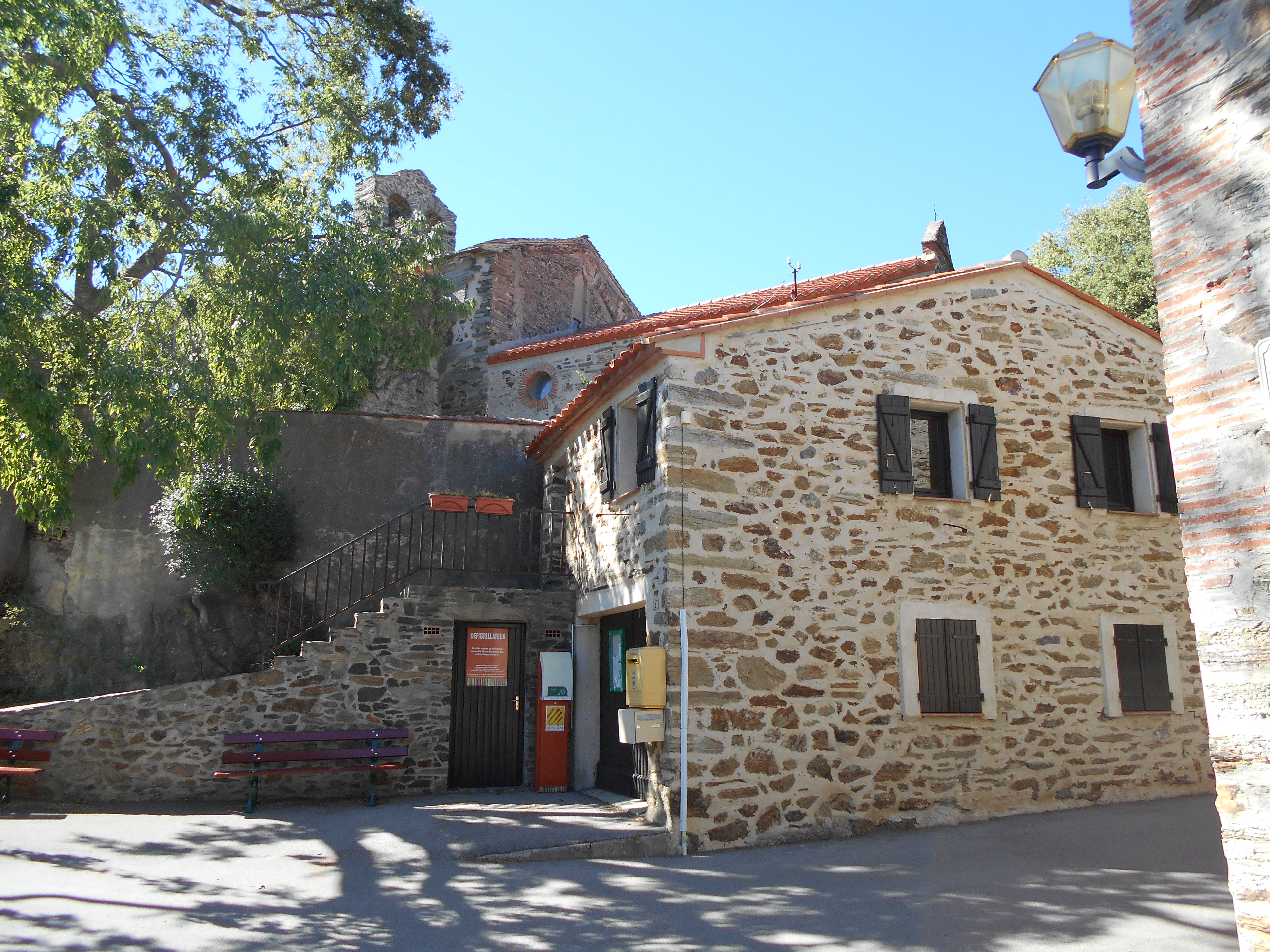
El pas de la carretera D - 72 pel poble, on rep el nom de Carrer Major

Travessa el terme de Casafabre una única carretera que passi pel nucli principal de població. És la D - 72 (Sant Miquel de Llotes - Casafabre), que uneix aquestes dues poblacions en 3,8 quilòmetres. Aquesta carretera té continuïtat cap al sud-oest per anar a trobar la D - 618 a prop de Ministrol per una estreta carretera local sense nomenclatura oficial, que és l'antic Camí del Ministrol, asfaltat.
A part, hi ha la carretera departamental D - 618 (N - 116, a Bulaternera - Els Banys d'Arles), que discorre quasi tot el seu tram de Bula d'Amunt justament pel termenal entre Bula d'Amunt i Casafabre, però entra diverses vegades en terme de Casafabre.

### Transport públic col·lectiu
Casafabre està servit, pel que fa a transport públic, únicament pel TAD, el Transport a la demanda. Funciona únicament els diumenges i dies festius, i s'ha de sol·licitar per telèfon el dia abans. També hi ha transport escolar.

### Els camins del terme
En el terme de Casafabre hi ha uns quants camins que comuniquen amb els termes i pobles veïns: Camí de Bula d'Amunt, Camí de Bulaternera (de la Casanova), Camí de Bulaternera a Ceret, Camí de Ceret, Camí de la Quera, o de Bulaternera, Camí Vell de Sant Miquel, Ruta de Bulaternera i Ruta de Sant Miquel. Els altres camins són interns del terme propi: Camí de la Casanova, Camí del Ministrol a la Casanova, Camí de la Mata, Camí de les Illes, Camí del Ministrol, Camí del Ministrol a la Mata, Ruta del Ministrol i Travessa del Ministrol, o, simplement, la Travessa.

## Activitats econòmiques
L'economia del terme de Casafabre és molt precària, i en part és causa del seu despoblament. Hi ha petits ramaders de bens i de cabres, i mitja dotzena d'explotacions agrícoles. Les collites de presseguers, vinya i cereals són quasi testimonials, i hi ha alguns prats per al bestiar, que en conjunt no arriba a un centenar de caps de bestiar. D'altra banda, els incendis forestals, molt freqüents els darrers trenta anys, han arrasat bona part del bosc, que era una font de riquesa.

## Història

### Edat mitjana
El 981 el rei Lotari confirmava la possessió de Casafabre al monestir de Sant Genís de Fontanes, el qual hi va establir una cel·la monàstica amb dues esglésies (cella S. Martini et S, Andreae in loco quem dicunt Catafabricae), la de Sant Martí de Casafabre i la de Sant Andreu de Ministrol, ara desapareguda. Entre 1159 i 1181, però, el papa Alexandre III donava aquesta jurisdicció a Sant Martí de Canigó.
El 1245 Jaume I concedia aquesta darrera abadia el dret de fortificar Casafabre, cosa que sembla que no es dugué a terme. El mateix any, tanmateix, Jausbert d'Illa prestava homenatge per unes rendes a Casafabre a Bernat Hug de Serrallonga, tutor dels seus nets Guillem de Canet i Pere de Domanova. L'alta i la baixa justícia de Casafabre depenien dels vescomtes de Castellbò, i el 1321, amb l'extinció d'aquest vescomtat, retornà al poder reial. El 1391 era el senyor de Corbera, Francesc de Sagarriga, qui adquiria Casafabre.

### Edat Moderna
El domini, tanmateix, devia ser en part compartit, atès que el 1680 i el 1703 encara consta com a senyor de Casafabre el cambrer de Sant Martí de Canigó, mentre que el 1770 és citat a l'État du Roussillon el marquès de Barberà, com a possessor de Casafabre.

### Edat Contemporània
Uns 250 metres al sud-oest de l'església del poble, al costat del camí que davalla cap a Monistrol i Bula d'Amunt, es troba un roquissar amb una de les roques gravada amb nombroses inscripcions i dibuixos del segle xix, alguns d'ells ja del xx.

## Demografia

### Demografia antiga
La població està expressada en nombre de focs (f) o d'habitants (h)
| 18 f | 15 f | 18 f | 9 f | 6 f | 14 f | 18 f | 9 f | 23 f | 100 h | 23 f | 21 f |

Font: Pélissier 1986

### Demografia contemporània
| Evolució de la població |      |      |      |      |      |      |      |      |
| 1793                    | 1800 | 1806 | 1821 | 1831 | 1836 | 1841 | 1846 | 1851 |
| 133                     | 97   | 119  | 119  | 154  | 147  | 150  | 160  | 128  |

| 1856 | 1861 | 1866 | 1872 | 1876 | 1881 | 1886 | 1891 | 1896 |
| ---- | ---- | ---- | ---- | ---- | ---- | ---- | ---- | ---- |
| 134  | 136  | 130  | 106  | 103  | 118  | 122  | 108  | 118  |

| 1901 | 1906 | 1911 | 1921 | 1926 | 1931 | 1936 | 1946 | 1954 |
| ---- | ---- | ---- | ---- | ---- | ---- | ---- | ---- | ---- |
| 106  | 107  | 88   | 75   | 78   | 65   | 64   | 39   | 29   |

| 1962 | 1968 | 1975 | 1982 | 1990 | 1999 | 2008 | 2013 | - |
| ---- | ---- | ---- | ---- | ---- | ---- | ---- | ---- | - |
| 31   | 30   | 31   | 26   | 30   | 34   | 35   | 41   | - |

Fonts: Ldh/EHESS/Cassini fins al 1999, després INSEE a partir deL 2004

### Evolució de la població

Població 1962-2008

### Batlles

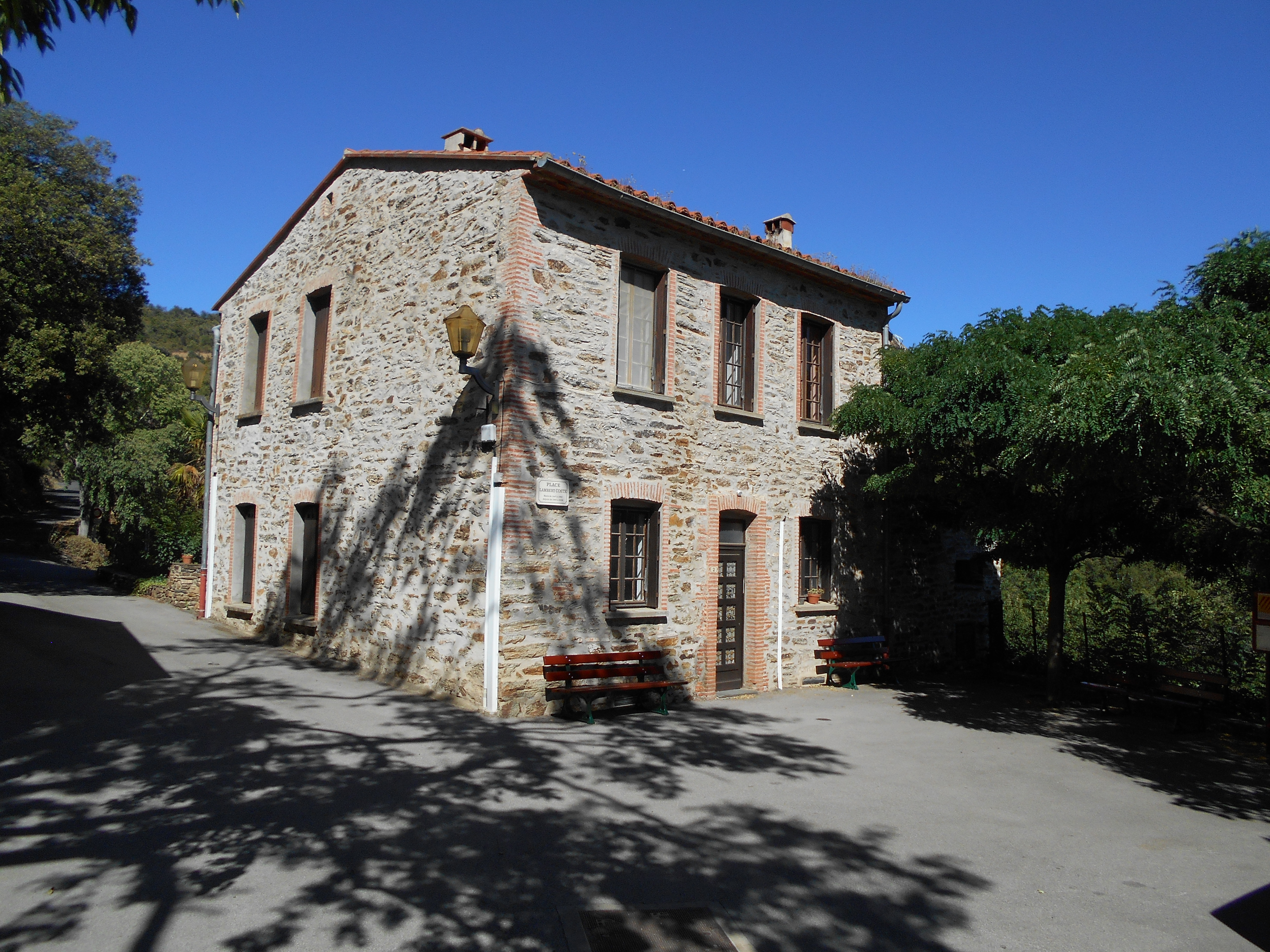
La Casa del Comú

## Administració i política

### Batlles[10]
| Període                       | Nom                | Opció política | Comentaris |
| ----------------------------- | ------------------ | -------------- | ---------- |
| 1793 - 1794                   | François Pujet     |                |            |
| 1794 - 1796                   | Joseph Tujagues    |                |            |
| 1796 - 1798                   | Joseph Robert      |                |            |
| 1798 - 1811                   | François Verdaguer |                |            |
| 1811 - 1826                   | Joseph Tujagues    |                |            |
| 1826 - 1835                   | Jacques Clottes    |                |            |
| 1835 - 1851                   | Valentin Tujagues  |                |            |
| 1851 - 1876                   | Joseph Serrahy     |                |            |
| 1876 - 1881                   | Jacques Clottes    |                |            |
| 1881 - 1883                   | Jacques Castillo   |                |            |
| 1883 - 1892                   | Michel Clottes     |                |            |
| 1892 - 1895                   | Pierre Naudy       |                |            |
| 1895 - 1896                   | Jacques Gaspard    |                |            |
| 1896 - 1904                   | Jean Castillo      |                |            |
| 1904 - 1919                   | Joseph Castillo    |                |            |
| 1919 - 1944                   | Émile Castillo     |                |            |
| 1944 - 1947                   | Henri Moragas      |                |            |
| 1947 - Març del 1983          | Lambert Coste      |                |            |
| Març del 1983 - Moment actual | Daniel Moragas     |                |            |

### Legislatura 2014 - 2020

#### Batlle
- Daniel Moragas.

#### Adjunts al batlle[11]
- 1r: Claude Gomez.

#### Consellers municipals
- Gilles Braun
- Djamila Derycke
- Océane Drothier
- Marie-Agnès Laurent
- Jean-Jacques Vincent.

### Adscripció cantonal

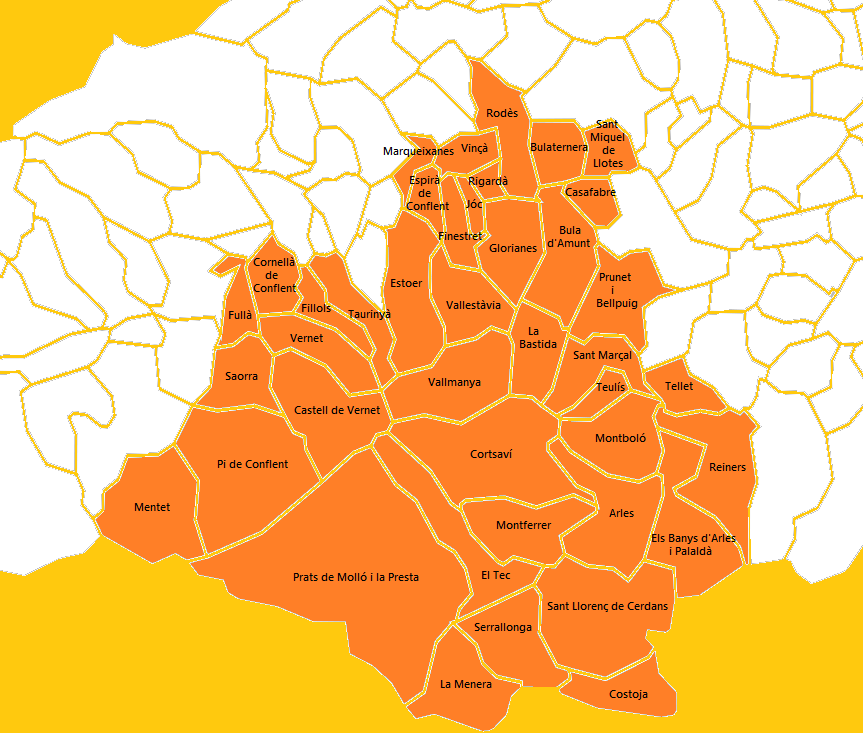
Mapa del Cantó del Canigó

A les eleccions cantonals del 2015 Casafabre ha estat inclòs en el cantó número 2, denominat El Canigó, amb capitalitat al poble dels Banys d'Arles, de la comuna dels Banys i Palaldà. Està format per les viles d'Arles, Prats de Molló i la Presta, Sant Llorenç de Cerdans, del Vallespir, i Vinçà, del Rosselló, i els pobles del Conflent de Castell de Vernet, Cornellà de Conflent, Espirà de Conflent, Estoer, Fillols, Finestret, Fullà, Glorianes, Jóc, Marqueixanes, Mentet, Pi de Conflent, Rigardà, Rodès, Saorra, Taurinyà, Vallestàvia, Vallmanya i Vernet, els del Rosselló de la Bastida, Bula d'Amunt, Bulaternera, Casafabre, Prunet i Bellpuig, Sant Marçal, Sant Miquel de Llotes, Tellet i Teulís, i els del Vallespir dels Banys i Palaldà, Cortsaví, Costoja, la Menera, Montboló, Montferrer, Reiners, Serrallonga i el Tec forma part del cantó número 2, del Canigó (nova agrupació de comunes fruit de la reestructuració cantonal feta amb motiu de les eleccions cantonals i departamentals del 2015). Són conselleres per aquest cantó Ségolène Neuville i Alexandre Reynal, tots dos del Partit Socialista francès.

### Serveis comunals mancomunats
Casafabre forma part de la Comunitat de comunes de Rosselló - Conflent, amb capitalitat a Illa, juntament amb Illa, Bellestar, Bula d'Amunt, Bulaternera, Corbera, Corbera la Cabana, Cornellà de la Ribera, Glorianes, Millars, Montalbà del Castell, Nefiac, Prunet i Bellpuig, Rodès, Sant Feliu d'Amunt i Sant Miquel de Llotes.

## Ensenyament i cultura
Casafabre no disposa de cap mena d'establiment escolar. Els infants del poble han d'anar a escola maternal o primària a Bulaternera, Vinçà, Rodès, Illa o Corbera la Cabana. Per a la secundària, els col·legis més propers són a Illa, Tuïr, Arles, Ceret o Prada; pel que fa al batxillerat, el més proper és el Liceu de Ceret. L'antiga escola del poble acull en l'actualitat la Casa del Comú de Casafabre.